# Fundació Jordi Gol i Gurina
La Fundació Jordi Gol i Gurina té com a finalitat principal impulsar, promoure i desenvolupar la recerca i la formació d'investigadors en l'àmbit de l'atenció primària de salut, i la difusió dels coneixements generats per la investigació. L'Institut Català de la Salut la va crear l'any 1995. Des del seu inici s'han realitzat 225 projectes de recerca, en els quals han col·laborat 157 centres de salut de Catalunya i més de 500 investigadors. Organitza l'activitat científica en 9 àrees de recerca en les quals destaca el lideratge de la xarxa d'activitats preventives i de promoció de la salut. El 2005 va rebre una Placa Narcís Monturiol